# 扫石站
扫石站位于中华人民共和国山西省太原市古交市扫石村，建于1979年。距太原站39公里，距镇城底站25公里。现为四等站。客运办理旅客乘降，行李、包裹托运；货运仅办理专用线、专用铁道整车货物发到。